# Cosmarium decedens
Cosmarium decedens là một loài Song tinh tảo trong họ Desmidiaceae, thuộc chi Cosmarium.